# Sztrosince
Sztrosince (horvátul: Strošinci) falu Horvátországban Vukovár-Szerém megyében. Közigazgatásilag Verbanyához tartozik.

## Fekvése
Vukovártól légvonalban 48, közúton 63 km-re délre, községközpontjától 13 km-re délkeletre, a Nyugat-Szerémségben, a Bázaköz nyugati részén, az ún. Cvelferija területén, a Szpacsva-síkon, közvetlenül a szerb határ mellett fekszik. A település hat utcából áll, melyek a Matija Gubec (a Sályi irányából beérkező út), a Vladimir Nazor, a Paštanska, a Bratstva jedinstva, a Braće Radić és a Maroš Trconić neveket viselik. Utak kötik össze Sályi, a szerbiai Jamena (a határ jelenleg zárva van), valamint Racsinovc és Felsőlipóc (földút) településekkel.

## Története
A falu azonos lehet a már 1437-ben említett „Ztraynyncz” nevű településsel, mely akkor Vérvárához tartozott. 1476-ban „Ztrahinincz”, „Ztrahynyncz”, illetve „Zthraynyncz” formában már Atak tartozékaként tűnik fel. A török 1536-ban szállta meg és 1691-ig volt török uralom alatt. 
A 18. század elején Boszniából érkezett katolikus sokácok települtek ide be. Kamarai birtok volt, majd a vukovári uradalom része lett. A katonai határőrvidék megszervezésekor Mária Terézia rendelete alapján 1745-ben elhatárolták a katonai közigazgatás alá vont területeket. A falu a Péterváradi határőrezred katonai igazgatása alá került. Lakói a katonai igazgatás teljes megszüntetéséig határőrök voltak, akik 16 és 60 életévük között kötelezve voltak a császári hadseregben a katonai szolgálatra. Részt vettek a Habsburg Birodalom szinte valamennyi háborújában. 1808-ban a Péterváradi határőrezred katonai igazgatása alól átkerült a Bródi határőrezredhez, annak is a 12. Drenóci századához. Azóta nevezik az egykori 12. század területét Cvelferijának. A katonai közigazgatást 1873-ban megszüntették, majd területét 1881-ben Szerém vármegyéhez csatolták.
Az első katonai felmérés térképén „Strossincze” néven található. Lipszky János 1808-ban Budán kiadott repertóriumában „Sztrossincze” néven szerepel. Nagy Lajos 1829-ben kiadott művében „Sztroshincze” néven 157 házzal, 765 katolikus és 78 ortodox vallású lakossal találjuk. A 19. század végén német, magyar és szlovák családok vándoroltak be.
A településnek 1857-ben 659, 1910-ben 1223 lakosa volt. Szerém vármegye Sidi járásához tartozott. Az 1910-es népszámlálás adatai szerint lakosságának 84%-a horvát, 6%-a német, 5%-a szerb, 2%-a szlovén, 1-1%-a szlovák és magyar anyanyelvű volt. A település az első világháború után az új szerb-horvát-szlovén állam, majd később (1929-ben) Jugoszlávia része lett. 1941 és 1945 a Független Horvát Államhoz tartozott, majd a szocialista Jugoszlávia fennhatósága alá került. 1991-től a független Horvátország része. 1991-ben lakosságának 96%-a horvát nemzetiségű volt. A horvát függetlenségi háború idején a falut megszálló szerbek mindent leromboltak. A lakosság elmenekült, csak 1997-ben térhetett vissza a száműzetésből és kezdhetett hozzá a teljes újjáépítéshez. A falunak 2011-ben 492 lakosa volt.

## Népessége
| Lakosság változása | Lakosság változása | Lakosság változása | Lakosság változása | Lakosság változása | Lakosság változása | Lakosság változása | Lakosság változása | Lakosság változása | Lakosság változása | Lakosság változása | Lakosság változása | Lakosság változása | Lakosság változása | Lakosság változása | Lakosság változása |
| ------------------ | ------------------ | ------------------ | ------------------ | ------------------ | ------------------ | ------------------ | ------------------ | ------------------ | ------------------ | ------------------ | ------------------ | ------------------ | ------------------ | ------------------ | ------------------ |
| 1857               | 1869               | 1880               | 1890               | 1900               | 1910               | 1921               | 1931               | 1948               | 1953               | 1961               | 1971               | 1981               | 1991               | 2001               | 2011               |
| 659                | 784                | 1.134              | 1.364              | 1.240              | 1.223              | 958                | 1.014              | 950                | 989                | 974                | 916                | 784                | 696                | 668                | 492                |

## Gazdaság
A helyi gazdaság alapja hagyományosan a mezőgazdaság és az állattartás. 

## Nevezetességei
Urunk Színeváltozása tiszteletére szentelt római katolikus templomát 1825-ben építették. A plébániát 1847-ben alapították, addig a falu a racsinovci plébániához tartozott. Első plébánosa Pavao Andrić volt, akinek idejében a templom tornyát felépítették, a templomot kibővítették, felújították és csempelapokkal burkolták. Az építkezés 1862-ben fejeződött be. Templom harangjait Magyarországon öntötték és több ökröskocsival hozták ide, hogy megvédjék őket a sérülésektől.

## Kultúra
KUD „Seljačka sloga” kulturális egyesület

## Oktatás
A településen a sályi általános iskola négyosztályos területi iskolája működik. A felső tagozatos tanulók sályira járnak iskolába.

## Sport
Az NK Srijemac Strošinci labdarúgóklubot 1931-ben alapították. A csapat a megyei 2. ligában szerepel.

## Egyesületek
- DVD Strošinci önkéntes tűzoltó egyesület.
- LD „Vepar” vadásztársaság.